# 트리시아 베시
트리샤 베시(Tricia Vessey, 영어 발음: /ˈtrɪʃə/, 1970년 10월 8일 ~ )는 미국의 배우이다.
홀리스터에서 태어났다.

## 출연 작품

### 영화
- 데드 화이터 (1994, A Dangerous Place)
- 파이널 캅 (1996, Marshal Law)
- 빈 (1997) - 제니퍼 랭글리 역
- 브레이브 (1997)
- 알라미스트 (1997, The Alarmist)
- 스탠드오프 (1998, Standoff)
- Too Pure (1998)
- 고스트 독 - 사무라이의 길 (1999) - 루이즈 바고 역
- 커밍 순 (1999, Coming Soon)
- 트러블 에브리 데이 (2001, Trouble Every Day)
- 타운 앤 컨트리 (2001)
- 온 디 엣지 (2001)